# Lijst van burgemeesters van Houten
Dit is een lijst van burgemeesters van de Nederlandse gemeente Houten in de provincie Utrecht.
| Ambtsperiode | Naam burgemeester         | Partij of stroming | Bijzonderheden                                                                                            |
| ------------ | ------------------------- | ------------------ | --- |
| 1811 - 1817  | A. Lagerweij              |                    | |
| 1818 - 1819  | G.H. Stevens              |                    | |
| 1819 - 1822  | A. Lagerweij              |                    | |
| 1822 - 1824  | J.G. Buddingh             |                    | waarnemend                                                                                                |
| 1824 - 1840  | H. van Hulsteijn          |                    | |
| 1840 - 1877  | S. van Raven              |                    | |
| 1877 - 1925  | J. Waller                 |                    | |
| 1925 - 1931  | H.J.J. Scholtens          | RKSP               | |
| 1931 - 1943  | V.R. Los                  |                    | |
| 1943 - 1945  | A.W. Bosschaart           | NSB                | |
| 1945 - 1946  | V.R. Los                  |                    | |
| 1946 - 1958  | A.B. Haefkens             |                    | |
| 1959 - 1961  | E.A.M.J. van de Weijer    |                    | waarnemend                                                                                                |
| 1962 - 1972  | F.J.W.A. Albers Pistorius | KVP                | in 1969 was Lein Schuman enkele maanden waarnemend burgemeester van Houten i.v.m. ziekte Albers Pistorius |
| 1972 - 1983  | W.H. Bijleveld            | VVD                | |
| 1984 - 1992  | A.J. Bransen              | CDA                | |
| 1992 - 2000  | A.B.L. de Jonge           | CDA                | |
| 2000 - 2001  | J.J.F.M. Westra           | CDA                | waarnemend                                                                                                |
| 2001 - 2012  | C.H.J. Lamers             | CDA                | |
| 2012 - 2013  | R.G. Boekhoven            | PvdA               | waarnemend                                                                                                |
| 2013 - 2019  | W.M. de Jong              | CU                 | |
| 2019 - 2025  | G.P. Isabella             | PvdA               | |
| 2025 -       | K. Heerschop              | Partijloos         | waarnemend                                                                                                |